# Purwiszki (okręg wileński)
Purwiszki (lit. Purviškės) – wieś na Litwie, w okręgu wileńskim, w rejonie wileńskim, w gminie Suderwa, przy drodze krajowej 171.
Znajduje tu się jezioro Purwiszki.

## Historia
Pod zaborami i w II Rzeczypospolitej wieś i zaścianek. Położone one były w różnych gminach (Mejszagoła i Rzesza) od czasów zaborów do lat 90. XX w. Współcześnie stanowią one jedną miejscowość - dawna wieś położona jest na południe od drogi krajowej, dawny zaścianek natomiast na północ od niej.
W XIX i w początkach XX w. położone były w Rosji, w guberni wileńskiej, w powiecie wileńskim; wieś w gminie Mejszagoła, zaścianek w gminie Rzesza. Po I wojnie światowej pod administracją polską, w Zarządzie Cywilnym Ziem Wschodnich. W latach 1920–1922 w składzie Litwy Środkowej.
Od 11 kwietnia 1922 leżały w Polsce, w województwie wileńskim, w powiecie wileńsko-trockim, wieś w gminie Mejszagoła, zaścianek w gminie Rzesza. W 1931 miejscowość liczyła:
- wieś – 50 mieszkańców, zamieszkałych w 10 budynkach,
- zaścianek – 27 mieszkańców, zamieszkałych w 5 budynkach[5].

Po II wojnie światowej w granicach Związku Sowieckiego. Od 1991 na niepodległej Litwie.